# Football Club Casale Associazione Sportiva Dilettantistica
Pour les articles homonymes, voir Casale.
Maillots
Le Football Club Casale Associazione Sportiva Dilettantistica est un club italien de football. Il est basé à Casale Monferrato dans le Montferrat, province d'Alexandrie. 

## Palmarès
- Championnat d'Italie de Serie A : 1914
- Championnat d'Italie de Serie B : 1930
- Championnat d'Italie de Serie C2 : 1989
- Finaliste de la Coupe CONI en 1927

## Historique

Ancien logo

- 1909 - fondation du club sous le nom de FBC 1909 Monferrato Casale
- 1972 - fusion de Junior FC Casale et du Junior Casale AC
- 1979 - AS Casale
- ? - AS Casale Calcio

## Historique des noms
- 1910-1925 : Casale Foot Ball Club
- 1925-1927 : Unione Sportiva Casale Foot Ball Club
- 1927-1929 : Casale Foot Ball Club XI Legione MVSN
- 1929-1934 : Casale Foot Ball Club
- 1934-1945 : Associazione Sportiva Casale
- 1945-1948 : Casale Foot Ball Club
- 1948-1973 : Associazione Sportiva Casale FBC
- 1973-1980 : Associazione Calcio Juniorcasale
- 1979-1980 : Associazione Sportiva Casale Calcio
- 1980-1993 : Associazione Sportiva Casale
- 1993-2013 : Associazione Sportiva Casale Calcio
- 2013- : Football Club Casale ASD